# Les Fils de Marthe
Les Fils de Marthe (The Sons of Martha) est un poème écrit par Rudyard Kipling. Il est inspiré de l'histoire biblique du Christ chez Marthe et Marie. Il célèbre le souci et le dévouement des travailleurs - ingénieurs, mécaniciens, et maçons - de fournir la sécurité et le confort des autres.
Les Fils de Marthe a été écrit en 1907 et a été adopté par l'auteur en 1922 afin de faire partie du Rite d’engagement de l’ingénieur réalisé par les ingénieurs canadiens lors de leur remise des diplômes.
Dans l'histoire biblique, le Christ visite une maison où deux sœurs, Marie et Marthe, résident. Marie s'assoit aux pieds du visiteur et l'écoute tandis que Marthe s'empresse de s'accaparer de l'hospitalité jusqu'à ce que sa patience se perde, et Marthe interpelle Jésus de s'adresser à Marie afin qu'elle l'aide. Jésus réprimande Marthe pour ses soucis mondains et lui dit : "Marie a choisi la meilleure part".